# جيمس هال (لاعب اتحاد الرغبي)
جيمس هال (بالإنجليزية: James Hall)‏ هو لاعب اتحاد الرغبي بريطاني، ولد في 21 يوليو 1986.